# (3409) Abramov
Pour les articles homonymes, voir Abramov.
(3409) Abramov est un astéroïde de la ceinture principale.

## Description
(3409) Abramov est un astéroïde de la ceinture principale. Il fut découvert le 9 septembre 1977 à Naoutchnyï par Nikolaï Tchernykh. Il présente une orbite caractérisée par un demi-grand axe de 2,86 UA, une excentricité de 0,08 et une inclinaison de 1,4° par rapport à l'écliptique.

## Compléments